# Sarah Chalke
Sarah Cassandra Chalke (Ottawa, Ontario, Canadà, 27 d'agost de 1976) és una actriu canadenca de cinema i de televisió. Es feu cèlebre amb el seu paper de la doctora Elliot Reid a Scrubs.

## Biografia
Chalke nasqué a Ottawa, però es crià a Vancouver, essent la mitjana de les tres filles de Doug i Angie Chalke. La seva mare és originària de Rostock, Alemanya, però tota la seva família es traslladà al Canadà el 1952.
Chalke al ser d'una família alemanya, parlà alemany a casa, a més anà a una escola on parlava francès tot el dia, és per això que parla les dues llengües amb fluïdesa.
Chalke es graduà a "Handsworth Secondary School" al nord de Vancouver el 1994.

## Carrera
La seva professió com a actriu començà amb 8 anys, quan començà actuant en un teatre musical. Quan tenia 12 anys es posà de periodista al programa canadenc de nens KidZone. El 1993 realitzà el paper de la Becky Conner Healy al programa Roseanne. Al 1993, agafà el paper de Rebecca Conner-Healy a Roseanne després que Lecy Goranson desixés la sèrie; Chalke feu una aparició cameo com a un personatge diferent al episodi de Roseanne "Halloween: The Final Chapter" (#178) després que Goranson retornés. Chalke, més tard, retornà al paper de Becky després que Goranson marxés per segona vegada. Després que la sèrie acabés, Chalke retornà breument a Canadà, on començà a la sèrie dramàtica de televisió de la CBC "Nothing Too Good for a Cowboy" (1998–1999). El 1999, també interpretà una agent russa de la KGB  a la pel·lícula "Y2K" (també coneguda com "Terminal Countdown"), junt amb Louis Gossett Jr. i Malcolm McDowell.
El 2001, fou elegida per interpretar la doctora Elliot Reid a la comèdia de la NBC Scrubs i seria membre del repetiment durant les 9 temporades fins que la sèrie acabà el 2010. Chalke ha aparegut en varis llargmetratges, incluent "Ernest Goes to School" and "Cake". Aparagué a "The 'Bu" de Channel 101 amb The Lonely Island, una paròdia de la sèrie "The O.C.", però aparagué als crèdits com a "Pamela Fenton". El 2007, aparagué com a personatge secundari a "Chaos Theory", protagonitzada pel també canadenc Ryan Reynolds. El 2008, Chalke es convertí en la portaveu de una línia de roba interior de dona de Hanes que inclogué una sèrie d'anuncis dirigits per seu company de Scrubs, Zach Braff. El 2008 i 2009, realitzà aparicions a la sitcom de la CBS How I Met Your Mother com a Stella Zinman. Als inicis de 2011, protagonitzà la sèrie de la CBS "Mad Love", una comèdia romàntica que debutà com a reemplaçament a mitja temporada i es cancel·là després de ser produïda només una temporada.
Chalke fou contractada per l'ex-productor executiu de Scrubs, Bill Lawrence, per interpretar l'interès amorós de Bobby Cobb a la sèrie de Cougar Town. Aparagué en varis episodis de la tercera temporada. Chalke protagonitzá la comèdia de la ABC "How to Live with Your Parents (For the Rest of Your Life)", la qual s'estrenà el 3 d'abril de 2013, i fou cancel·lada un mes més tard. Interpretà a Polly, una mare soltera divorciada molt estirada, la qual es troba tornant a viure amb els seu pares (Elizabeth Perkins i Brad Garrett) degut a una crisis econòmica. També, el 2013, interpretà una mare frenètica anomenada Casey Hedges a la temporada 9 de Grey's Anatomy al episodi "Can't Fight This Feeling". Chalke també posa veu a Beth Smith i Space Beth a la sèrie animada de ciència-ficció de Adult Swim, Rick and Morty.
El 28 d'abril de 2017, s'anuncià que s'estava treballant amb un "revival" de Roseanne, i que la majoria del repartiment original i alguns dels productors tornarien per el retorn de la sèrie. El 16 de maig de 2017, es confirmà que s'havia donat llum verda a 8 episodis per la ABC i que s'estrenarien a mitja temporada el 2018 amb Chalke retornant, però interpretant un paper diferent al de Becky Conner. Després de la seva cancel·lació, tornà més tard per a una aparició com a convidada a la seva sèrie derivada, The Conners.
El febrer de 2021, Chalke co-protagonitzà junt amb Katherine Heigl amb el paper de Kate Mularkey, la sèrie de Netflix, Firefly Lane.

## Vida personal
El desembre de 2006, Chalke es prometé amb l'advocat canadenc Jamie Afifi, després de tres anys de relació. El setembre de 2022, Chalke anuncià que havien anul·lat el prometatge i que s'havien separat des de feia "un temps". Tenen dos fills junts, un fill nascut el desembre del 2009, i una filla nascuda el maig de 2016. El seu fill fou diagnosticat als dos anys amb la malaltia de Kawasaki.

## Filmografia

### Cinema
| Any  | Pel·lícula                     | Paper                                 | Notes                      |
| ---- | ------------------------------ | ------------------------------------- | -------------------------- |
| 1994 | Ernest Goes to School          | Maisy                                 | Acreditada com Sarah Chalk |
| 1999 | All Shook Up                   | Katy Dudston                          |                            |
| 2000 | Spin Cycle                     | Tess                                  |                            |
| 2000 | Cinderella: Single Again       | La Ventafocs                          |                            |
| 2001 | Mata'm després (Kill Me Later) | Linda                                 |                            |
| 2001 | XCU: Extreme Close Up          | Jane Bennett                          |                            |
| 2005 | Alchemy                        | Samantha Rose                         |                            |
| 2005 | Casaments per encàrrec (Cake)  | Jane                                  |                            |
| 2007 | Chaos Theory                   | Paula Crowe                           |                            |
| 2007 | Mama's Boy                     | Maya                                  |                            |
| 2008 | Prop 8: The Musical            | Scary Catholic School Girls From Hell | Curtmetratge               |
| 2009 | Dead Ahead                     | Jeder                                 | Curtmetratge               |
| 2016 | Mother's Day                   | Gabi                                  |                            |
| 2016 | After the Reality              | Kate                                  | També productora executiva |
| 2020 | The Wrong Missy                | Julia                                 |                            |
| 2020 | Eat Wheaties!                  | Frankie Riceborough                   |                            |
| TBA  | Playdate                       | TBA                                   | Post-producció             |

### Televisió
| Any             | Títol                                                     | Paper                           | Notes |
| --------------- | --------------------------------------------------------- | ------------------------------- | --- |
| 1992            | The Odyssey                                               | Agent immobiliària              | Episodi: "A Place Called Nowhere", Acreditada com Sarah Chalk |
| 1992            | Neon Rider                                                | Annie                           | Episodi: "Labour Day" |
| 1992            | City Boy                                                  | Angelica                        | Telefilm |
| 1993            | Relentless: Mind of a Killer                              | Carrie                          | Telefilm |
| 1993            | Woman on the Ledge                                        | Elizabeth                       | Telefilm |
| 1993–1997, 2018 | Roseanne                                                  | Becky Conner-Healy              | Paper principal (temporades 6-7,9) paper recurrent (temporades 8, 10); 73 episodis. |
| 1994            | Beyond Obsession                                          | Laura Sawyer                    | Telefilm |
| 1996            | Robin of Locksley                                         | Marion Fitzwater                | Telefilm |
| 1996            | Dead Ahead                                                | Heather Loch                    | Telefilm |
| 1996            | Stand Against Fear                                        | Krista Wilson                   | Telefilm |
| 1997            | Our Mother's Murder o Daughters                           | Annie Morrell                   | Telefilm |
| 1997            | A Child's Wish                                            | Melinda                         | Telefilm |
| 1997            | Dying to Belong                                           | Drea Davenport                  | Telefilm |
| 1997            | Dead Man's Gun                                            | Murial Jakes                    | Episodi: "The Bounty Hunter" |
| 1998            | I've Been Waiting for You                                 | Sarah Zoltanne                  | Telefilm |
| 1998            | Nothing Too Good for a Cowboy                             | Gloria McIntosh                 | Telefilm |
| 1999            | First Wave                                                | Chloe Wells                     | Episodi: "The Channel" |
| 1999–2000       | Nothing Too Good for a Cowboy                             | Gloria Hobson                   | Paper principal, 26 episodis. |
| 2001–2010       | Scrubs                                                    | Elliot Reid                     | Paper principal, Temporades 1 a 9; 173 episodis |
| 2002            | It's a Very Merry Muppet Christmas Movie                  | Elliot Reid                     | Telefilm |
| 2002–2003       | Clone High                                                | Marie Antoinette                | 3 episodis: "Election Blu-Galoo", "A Room of One's Clone: The Pie of the Storm" i "Makeover, Makeover, Makeover: The Makeover Episode"                                                                           |
| 2003–2004       | The 'Bu                                                   | Melissa                         | PAper principal, sèrie web de The Lonely Island |
| 2006            | Why I Wore Lipstick to My Mastectomy                      | Geralyn Lucas                   | Telefilm |
| 2007            | Saturday Night Live                                       | Elliot Reid                     | 1 episodi: "Zach Braff/Maroon 5" |
| 2008−2009, 2014 | How I Met Your Mother                                     | Stella Zinman                   | 10 episodis: "Ten Sessions", "Rebound Bro", "Miracles", "Do I Know You?", "I Heart NJ", "Shelter Island" (2008), "Happily Ever After", "Right Place Right Time", "As Fast As She Can" (2009) i "Sunrise" (2014). |
| 2009            | Scrubs: Interns                                           | Elliot Reid                     | 1 episodi: "Our Bedside Manner" |
| 2009            | Maneater                                                  | Clarissa Alpert                 | Minisèrie. Episodis: "Part 1" i "Part 2". |
| 2009            | Prep and Landing                                          | Magee                           | Especial de televisió. Veu. |
| 2009            | The Fresh Beat Band                                       | La bruixa bona                  | 2 episodis: "The Wizard of Song: Parts 1 & 2" |
| 2010            | Prep & Landing Stocking Stuffer: Operation: Secret Santa  | Magee                           | Especial de televisió. Veu. |
| 2010            | Freshman                                                  | Jane                            | Pilot, ABC |
| 2010            | Team Spitz                                                | Alicia                          | Pilot, CBS |
| 2011            | Mad Love                                                  | Kate Swanson                    | 13 episodis |
| 2011            | Prep & Landing: Naughty vs. Nice                          | Magee                           | Especial de televisió. Veu. |
| 2011-2019       | American Dad!                                             | Cam / Meredith / Fotògraf (veu) | 3 episodis: "Stanny Boy and Frantastic" (2011), "The Bitchin' Race (2017), "Twinanigans" (2019). |
| 2012            | Special Agent Oso                                         | Mom                             | 1 episodi, Veu |
| 2012            | Cougar Town                                               | Angie                           | 4 episodis |
| 2012            | Robot Chicken                                             | Esposa de Harold                | 1 episodi, Veu |
| 2013            | Grey's Anatomy                                            | Casey Hedges                    | 1 episodi: "Can't Fight This Feeling" |
| 2013            | How to Live with Your Parents (For the Rest of Your Life) | Polly Green-Tatham              | 13 episodis |
| 2013 - 2023     | Rick and Morty                                            | Beth Smith (Veu)                | Paper principal; 71 episodis |
| 2014            | Really                                                    | Lori                            | 1 episodi: "Pilot" |
| 2015            | Backstrom                                                 | AMy Gazanian                    | 6 episodis |
| 2015            | Undateable                                                | Sarah Chalke                    | 1 episodi: "A Rock and a Hard Place Walk Into a Bar" |
| 2015            | 48 Hours 'til Monday                                      |                                 | Telefilm |
| 2015            | Tit for Tat                                               | Sarah                           | 1 episodi: "Booby Scare 2" |
| 2016            | Angie Tribeca                                             | Mrs. Parsons                    | 1 episodi: "The Famous Ventriloquist Did It" |
| 2016            | Inside Amy Schumer                                        | Amy#2                           | 1 episodi: "Psychopath Test" |
| 2016-2019       | Milo Murphy's Law                                         | Mrs. Murawski (veu)             | 6 episodis |
| 2017-2019       | Speechless                                                | Melanie                         | 8 episodis |
| 2018            | Nobodies                                                  | Sarah Chalke                    | 1 episodi: "Alone Star State" |
| 2018            | The Conners                                               | Andrea                          | 1 episodi: "One Flew Over the Conners' Nest" |
| 2018-2021       | Paradise Police                                           | Gina Jabowski (veu)             | Temporades 1-3, 30 episodis. |
| 2019            | Friends from College                                      | Merrill Morgan                  | 4 episodis: "The Engagement Party", "Storage Unit", "Out All Night" i "Old Habits" |
| 2020            | Psych 2: Lassie Come Home                                 | Dolores O'Riordan               | Telefilm |
| 2021-2022       | Dogs in Space                                             | Stella (veu)                    | Temporades 1-2, 20 episodis. |
| 2021-2023       | Firefly Lane                                              | Kate Mularkey                   | Paper principal, Temporades 1-2, 26 episodis. |
| 2023-2024       | Hailey's on It!                                           | El Professor (Veu)              | Paper recurrent, 6 episodis |
| 2024            | Animal Control                                            | Yazmin                          | 1 episodi: "Raccoons and Mutts" |